# Оберпрокурор
Оберпрокурор е длъжност към Светия Синод на Руската православна църква.
Оберпрокурорът, независимо че формално се числи към Светия Синод, е светска длъжност, чийто персонален избор и назначение се осъществява от императора на Русия (от 1803), а в началото на 20 век оберпрокурорът се назначава и освобождава с указ на Руския сенат. Функциите и правомощията на оберпрокурора през различните периоди от историята на Руската империя се различават.
Освен оберпрокурор към Светия Синод на Руската православна църква е съществувала и длъжността оберпрокурор към руския сенат, който е оглавявал департамент в сената.

## Списък на оберпрокурорите на Русия
1. Иван Василевич Болтин (19 юни 1722 – 11 май 1725)
2. Алексей Петрович Баскаков (11 май 1725 – 2 декември 1730)[1]
  - гвардейски капитан Раевски (назначен на 14 юли 1726 за „прокурор“)[2][3]
  - Дълго време (до 1740), оберпрокурори не се назначават
3. Никита Семьонович Кречетников (3 ноември 1740 – 1741[4])
4. Яков Петрович Шаховской (31 декември 1741 – 29 март 1753)
5. Афанасий Иванович Лвов (18 декември 1753 – 17 април 1758)
6. Алексей Семьонович Козловски (17 април 1758 – 9 юни 1763)
7. Иван Иванович Мелисино (10 юни 1763 – 24 октомври 1768)
8. Петър Петрович Чебишев (24 октомври 1768 – 7 май 1774)
9. Сергей Василевич Акчурин (12 май 1774 – 28 юни 1786)
10. Аполос Иванович Наумов (28 юни 1786 – 26 юли 1791)
11. граф Алексей Иванович Мусин-Пушкин (1791 – 1797)
12. княз Василий Алексеевич Ховански (1797 – 1799)
13. граф Дмитрий Иванович Хвостов (1799 – 1802)
14. Александър Алексеевич Яковлев (31 декември 1802 – 7 октомври 1803[4])
15. княз Александър Николаевич Голицин (21 октомври 1803 – 24 октомври[5] или 19 ноември[4] 1817 – май 1824 година – Министерство на духовните дела и народната просвета на Руската империя)
16. княз Пьотр Сергеевич Мещерски (24 ноември 1817 – 2 април 1833)
17. действителен таен съветник Степан Дмитриевич Начаев (1833 – 25 юни 1836)
18. граф Николай Александрович Протасов (24 февруари 1836 – 16 януари 1855)
19. Карасевский, Александр Иванович (25 декабря 1855 – 20 сентября 1856)
20. граф Александър Петрович Толстой (20 септември 1856 – 28 февруари 1862)
21. Алексей Петрович Ахматов (март 1862 – юни 1865)
22. граф Дмитрий Андреевич Толстой (23 юни 1865 – 23 април 1880)
23. Константин Петрович Победоносцев (24 април 1880 – 19 октомври 1905)
24. княз Александър Дмитриевич Оболенски (20 октомври 1905 – 4 април 1906)
25. княз Алексей Александрович Ширинский-Шихматов (26 април 1906 – 9 юни 1906)
26. Пьотр Петрович Изволски (27 юни 1906 – 5 февруари 1909)
27. Сергей Михайлович Лукянов (5 февруари 1909 – 2 май 1911)
28. Владимир Карлович Саблер (2 май 1911 – 4 юни 1915)
29. Александър Дмитриевич Самарин (5 юни 1915 – 26 септември 1915)
30. Александър Николаевич Волжин (1 октомври 1915 – 7 август 1916)
31. Николай Павлович Раев (7 август 1916 – 3 март 1917)
32. Владимир Николаевич Лвов (3 март 1917 – 24 юли 1917) /от временното правителство/
33. Антон Владимирович Карташов (25 юли 1917 – 5 август 1917) /от временното правителство/.